# Henry George Willem de Miranda
Henry George Willem de Miranda (Paramaribo, 6 april 1873 – 8 december 1949) was een Surinaams ambtenaar en politicus.
Aan het begin van zijn loopbaan ging hij werken bij de gouvernementsdienst. Hij werd ontvanger en betaalmeester bij de posterijen in het district Nickerie en daarna was hij controleur bij de belastingen. Midden 1926 werd hij verkozen tot lid van de Koloniale Staten. Bij de verkiezingen van 1938 werd hij niet herkozen waarmee na twaalf jaar een einde kwam aan zijn Statenlidmaatschap.
In 1929 begon hij de Surinaamse vestiging van de Nederlandse verzekeringsmaatschappij OLVEH waarvan hij de directeur werd. In de jaren '40 nam zijn zoon G.A. de Miranda zijn functies over.
H.G.W. de Miranda overleed eind 1949 op 76-jarige leeftijd.